# Wacław Jurgielewicz
Wacław Jurgielewicz (ur. 22 listopada 1922, zm. 12 sierpnia 2015) – polski historyk, pułkownik Wojska Polskiego.

## Życiorys
W okresie II wojny światowej zesłany do Kazachstanu. Następnie służył w Ludowym Wojsku Polskim. Po wojnie był pracownikiem naukowym Wojskowego Instytutu Historycznego. Tam obronił pracę doktorską, był docentem tej instytucji. W latach 1975–1979 był zastępcą komendanta Wojskowego Instytutu Historycznego ds. naukowych. Był odznaczony Złotym Krzyżem Zasługi, srebrnym medalem "Zasłużonym na Polu Chwały", Krzyżem Kawalerskim Orderu Odrodzenia Polski, Brązowym Medalem "Za zasługi dla obronności kraju" (1967) i innymi odznaczeniami.

## Wybrane publikacje
- Organizacja Ludowego Wojska Polskiego 22 VII 1944 - 9 V 1945, Warszawa: Wydawnictwo Ministerstwa Obrony Narodowej 1968.
- Wysiłek zbrojny Polski Ludowej w latach 1944-1945, Warszawa: Wydawnictwo "Ruch" 1972.
- Polski czyn zbrojny w II wojnie światowej, t 3: Ludowe Wojsko Polskie 1943-1945, red. nauk. Wacław Jurgielewicz, Warszawa: Wydawnictwo Ministerstwa Obrony Narodowej 1973.
- Zesłanie z Wileńszczyzny do Kazachstanu (10 lutego 1940 roku): dzieje rodziny Jurgielewiczów, Warszawa: Oficyna Wydawnicza Łośgraf 2005.
- Błońscy z Puchaczowa k. Lublina: zarys genealogii rodu, Warszawa: Łośgraf 2008.
- Dzieje rodziny Jurgielewiczów zesłanej 10 lutego 1940 r. z Małachów gm. Juraciszki do Stepniaka w Kazachstanie, Warszawa: Oficyna Wydawnicza Łośgraf 2012.